# Metil eugenol
Metil eugenol o al·lilveratrol és un compost químic natural classificat com un fenilpropè, un tipus de compost fenilpropanoide. És l'èter metílic de l'eugenol. Es troba en diversos olis essencials.